# 新發田藩
新發田藩（日语：／ Shinbata han */?）是日本江戶時代的一個藩，位於越後國蒲原郡新發口，藩主是溝口氏，藩廳是新發田城。石高為5萬石，後來加封至10萬石。

## 歷史
自上杉景勝在1598年被豐臣秀吉移封至會津後，溝口氏獲得上杉氏舊領其中五萬石。開始在新發田城為中心的管治。1600年，因溝口秀勝在關原之戰支持德川軍。戰後加封至6萬石。
八代藩主直養建設藩校，鼓勵學術，使市街非常繁榮。直到廢藩置縣為止，由溝口氏管治。

## 藩主
1. 溝口秀勝
2. 溝口宣勝
3. 溝口宣直
4. 溝口重雄
5. 溝口重元
6. 溝口直治
7. 溝口直溫
8. 溝口直養
9. 溝口直侯
10. 溝口直諒
11. 溝口直溥
12. 溝口直正